# 金普頓大安酒店
金普頓大安酒店（英語：Kimpton Da An Hotel）位於台北市大安區，酒店由馬來西亞鼎聯集團向日勝生建設承租整幢的仁愛本真地上權豪宅，再耗資4億元改裝而成，委託洲際酒店集團以金普頓酒店品牌經營管理。本酒店為洲際酒店集團在亞洲的首家金普頓酒店。